# Dominika Horňáková
Dominika Horňáková (* 1. Februar 1991 in Michalovce, Tschechoslowakei) ist eine ehemalige slowakische Handballspielerin, die für die slowakische Nationalmannschaft auflief.

## Karriere

### Im Verein
Horňáková spielte für den slowakischen Erstligisten IUVENTA Michalovce, mit dem sie fünf Mal die slowakische Meisterschaft sowie mehrfach den slowakischen Pokal gewann. In der Saison 2015/16 stand die Kreisläuferin beim französischen Erstligisten Cercle Dijon Bourgogne unter Vertrag. Daraufhin beendete sie aus gesundheitlichen und motivationalen Gründen ihre Karriere.

### In der Nationalmannschaft
Horňáková lief für die slowakische Jugend- und die Juniorinnennationalmannschaft auf. In diesen Altersklassen nahm sie an der U-17-Europameisterschaft 2007, an der U-18-Weltmeisterschaft 2008 und an der U-19-Europameisterschaft 2009 teil. Für die slowakische A-Nationalmannschaft lief sie bei der Europameisterschaft 2014 auf, bei der die Slowakei den zwölften Platz belegte.

### Als Trainerin
Horňáková, die nach ihrem Karriereende Lehrerin wurde, trainiert seit dem Jahr 2018 Nachwuchsmannschaften bei ihren langjährigen Verein IUVENTA Michalovce.